# François Serpent

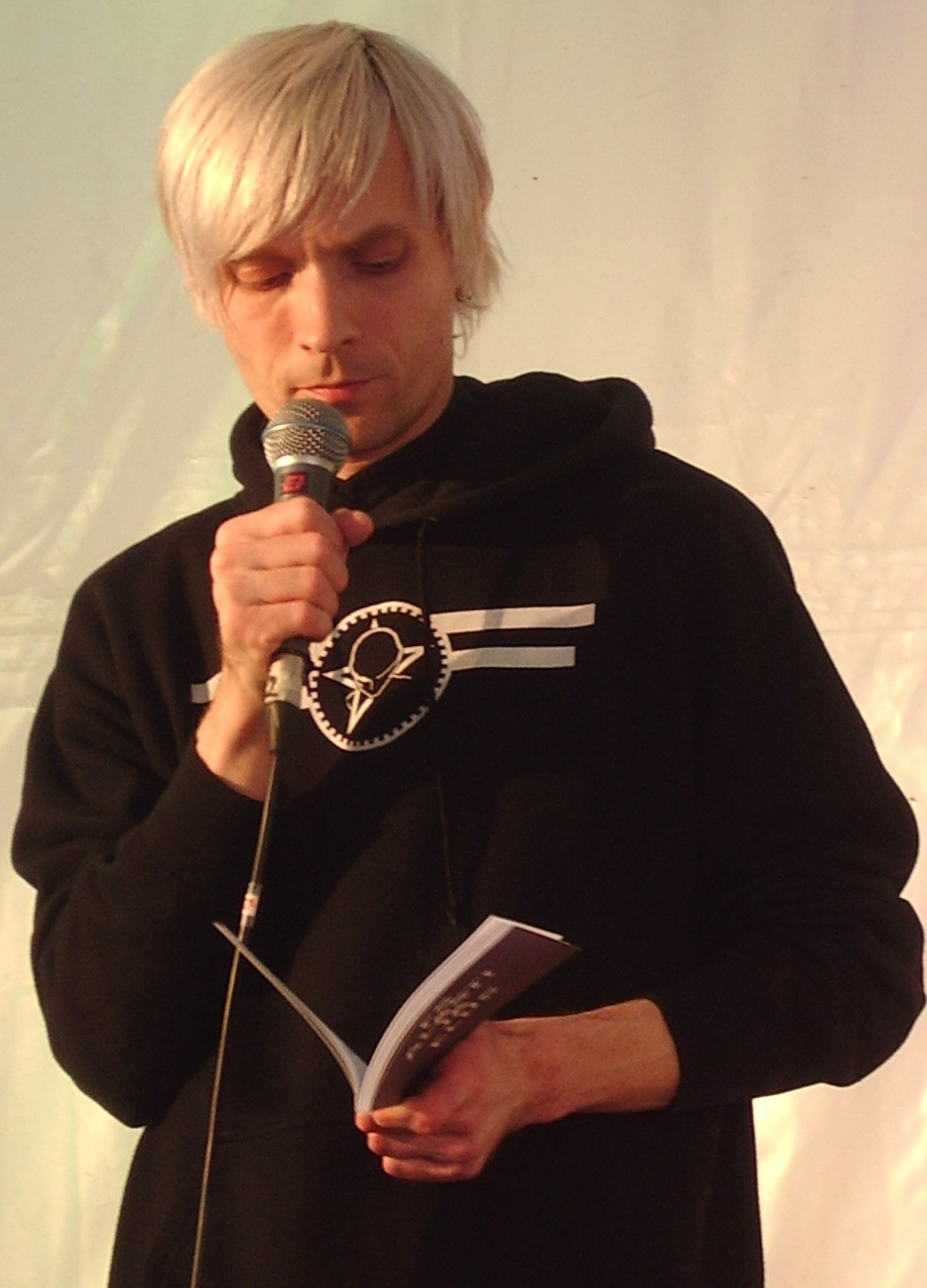
François Serpent, 2009

François Serpent (bürgerlicher Name Indrek Mesikepp; * 17. Oktober 1971 in Tartu) ist ein estnischer Dichter. Sein zweiter Künstlername ist fs.

## Leben und Werk
François Serpent schloss 1999 sein Studium der Kunstgeschichte an der Universität Tartu ab. Er ist seit dem 1. März 2021 Chefredakteur der estnischen Literaturzeitschrift Looming.
Der Schwerpunkt seines Schaffens liegt auf Lyrik, Kurzgeschichten und der Literaturkritik. Seine Werke sind geprägt von einem schwarzen Surrealismus mit oftmals morbidem und gewalttätigem Unterton.
Eine Auswahl seiner Werke wurde bislang ins Bulgarische, Englische, Finnische, Lettische, Polnische, Russische und Schwedische übersetzt. Auf Deutsch liegt eine Auswahl seiner Gedichte in der Zeitschrift Estonia vor.

## Auszeichnungen
- 2004 Literaturpreis des Estnischen Kulturkapitals (Lyrik)

## Gedichtsammlungen
- "Ka Jumal on inimene" (Auch Gott ist ein Mensch). Tartu: EK$i Kaasaegse Kirjanduse Keskus 1997. 32 S.
- "Valgete kaantega raamat" (Das Buch mit weißem Einband). s. l.: Long Long Train Train 2000. 70 S.
- "2004" (2004). Tallinn: Tuum 2004. 84. S.
- "Alasti ja elus" (Nackt und lebendig). Pärnu: Ji klassika 2008. 111 S
- "100% fs." (100 % fs) Saarde-Pärnu: Jumalikud Ilmutused 2012 (Ji 36), 170 S.
- "Tätoveerimata inimene" (Ein untätowierter Mensch). Tallinn: EKSA 2017. 66 S.